# 1412年
| 千纪： | 2千纪 |
| 世纪： | 14世纪 \| 15世纪 \| 16世纪                                                                                 |
| 年代： | 1380年代 \| 1390年代 \| 1400年代 \| 1410年代 \| 1420年代 \| 1430年代 \| 1440年代                           |
| 年份： | 1407年 \| 1408年 \| 1409年 \| 1410年 \| 1411年 \| 1412年 \| 1413年 \| 1414年 \| 1415年 \| 1416年 \| 1417年 |
| 纪年： | 壬辰年（龙年）；明永乐十年；越南重光四年；日本應永十九年                                                   |

## 大事记
- 1月16日——麥第奇家族成為教宗的官方銀行家。
- 10月5日——後小松天皇退位，稱光天皇加入日本的王冠排序。
- 10月28日——丹麥、瑞典和挪威女王瑪格麗特一世感染鼠疫而去世，瑪格麗特一世姐姐英格堡·瓦爾德馬斯多塔的外孫波美拉尼亞的埃里克，成為三國的共同君主。
- 明成祖下令於南京重建大報恩寺。
- 阿鲁台所立蒙古大汗本雅失里被瓦剌首領馬哈木殺死，瓦剌向明朝稱臣。
- 西班牙统治西西里岛。

## 出生
- 1月6日——贞德，法国女民族英雄（1431年逝世）

## 逝世
- 10月28日——瑪格麗特一世，丹麥、瑞典和挪威女王，卡爾瑪聯合首任攝政。
- 本雅失里，第22代蒙古大汗。